# Manuel de Frascati

Le manuel de Frascati est une référence méthodologique internationale pour les études statistiques des activités de recherche et développement. Publié par l'OCDE, il standardise la façon dont les gouvernements recueillent l'information sur les investissements en recherche et développement (R et D). Ce Manuel traite exclusivement de la mesure des ressources humaines et financières consacrées à la recherche et au développement expérimental, souvent qualifiées « d’intrants » de la R et D.

## Historique
Ce manuel est le résultat d'une conférence organisée à l'initiative de l'Organisation de coopération et de développement économiques (OCDE), tenue en 1963 à la Villa Falconieri, à Frascati, réunissant le GENIST, groupe d’experts nationaux des indicateurs de la science et de la technologie. Ce premier opus a depuis été réédité à plusieurs reprises jusqu'à atteindre sa septième édition en 2015. En complément, d'autres écrits sont venus préciser différentes notions telles que le manuel d'Oslo (Innovation) ou encore le manuel de Canberra (Ressources humaines).
Initialement rédigé à des fins statistiques, il est utilisé par l’administration fiscale française comme une référence dans la définition des opérations de R&D éligibles au dispositif du Crédit d'impôt recherche (CIR).
La septième édition du manuel est publiée en anglais le 8 octobre 2015 et en français le 24 juin 2016, après révision. À cette occasion, le manuel a augmenté de volume, passant de 292 pages à 448 pages dans sa version française. Cette nouvelle édition ne remet pas en cause les précédentes définitions mais apporte des précisions visant à rendre toujours plus nettes les frontières de la R&D.

## Contenu

### Formes de recherche
Le manuel de Frascati classe la recherche en trois catégories :
- la recherche fondamentale est un travail expérimental ou théorique entrepris principalement pour acquérir de nouvelles connaissances sur des phénomènes et des faits observables, non orientés vers une utilisation particulière ;
- la recherche appliquée est une recherche originale visant à acquérir de nouvelles connaissances orientées principalement vers un but ou un objectif pratique spécifique ;
- le développement expérimental est un effort systématique, basé sur les connaissances existantes issues de la recherche ou de l'expérience pratique, visant à créer ou à améliorer des matériaux, produits, dispositifs, procédés, systèmes ou services.

Ces trois catégories impliquent la nouveauté, la créativité, l'incertitude, la systématique, la reproductibilité et la transférabilité.

### Domaines de recherche
Le manuel de Frascati organise également les domaines des efforts de recherche savante, des mathématiques à la littérature, en catégories principales et sous-catégories. Le manuel de Frascati de 2002 comprenait une classification «Field of Science» (FOS). Après plusieurs examens, une classification révisée des domaines de la science et de la technologie (FOS) a été publiée en février 2007, composée des groupes de haut niveau suivants :
1. Sciences naturelles ;
2. Ingénierie et technologie ;
3. Sciences médicales et sciences de la santé ;
4. Sciences agricoles et vétérinaires ;
5. Sciences sociales ;
6. Sciences humaines et arts.

### Personnel de recherche
Le manuel de Frascati donne la définition pour le personnel de recherche par fonction : chercheurs, techniciens, personnel de soutien.

### Secteurs
Le manuel de Frascati traite principalement de la mesure des dépenses et des ressources en personnel consacrées à la R&D dans les secteurs qui l'exécutent :
- les entreprises ;
- l'État ;
- l'enseignement supérieur ;
- le secteur privé sans but lucratif.

## Rôle du manuel
Le rôle de ce manuel est de traiter de la mesure des ressources humaines et financières consacrées à la recherche et au développement expérimental, souvent qualifiés d'intrant de la R-D.

La collecte de statistiques au sujet des activités de R-D est rendue difficile par une problématique cruciale qui est la définition en elle-même de ce qui est de la R-D et de ce qui ne l'est pas. De plus, il était nécessaire d'avoir une définition unique et uniforme pour permettre un point de référence.
Le premier chapitre définit précisément les contours de la R-D, qu'il s'agisse de recherche fondamentale, de recherche appliquée ou de développement expérimental. Puis viennent des recommandations et principes directeurs applicables à la collecte et à l'analyse des données R-D attestées et des exemples visant à interpréter et développer les principes proposés.

## Traductions
Le manuel, initialement édité en anglais, a été traduit en différentes langues. 
La version 2015 est disponible sur le site de l'OCDE en : français, espagnol, anglais, polonais, lituanien et allemand. Des traductions de la version 2002 du manuel sont également disponibles dans les langues suivantes :
- espagnol[7], publié par Foundation for Science and Technology[8] ;
- portugais [9], publié par F.Iniciativas[10] ;
- slovaque[11], publié par le ministère de la recherche Slovaque ;
- turc[12], publié par The Scientific and Technical Research Council of Turkey[13] ;
- lituanien[14], publié par le Ministère de l'éducation et des Sciences de Lituanie ;
- français[15], publié par l'OCDE ;
- chinois[16], publié par le ministère des sciences et technologies chinois [17] ;
- polonais[18], publié par le ministère des sciences et de l'enseignement supérieur polonais [19] ;
- les versions en portugais brésilien, euskara (basque) et en catalan sont disponibles auprès de F.Iniciativas[10].